# アルサ・ヨヴァノヴィッチ
アルサ・ヨヴァノヴィッチ（キリル表記：Apcо Јовановић、ラテン表記Arso Jovanović；1907年3月24日 - 1948年8月12日）は、ユーゴスラビアのパルチザン指導者の1人。大将。
ドイツ軍によるユーゴスラビア占領後、ヨシップ・ブロズ・チトーの側近となり、パルチザン部隊の編成を担当した。1941年～1945年、パルチザン運動最高本部作戦課長。1945年3月1日、ユーゴスラビア人民解放軍参謀総長に任命。
1948年、反チトー派に加わる。ルーマニアに向かう途中の航空機事故で死亡。